# Coleolissus
Coleolissus is een geslacht van kevers uit de familie van de loopkevers (Carabidae). De wetenschappelijke naam van het geslacht is voor het eerst geldig gepubliceerd in 1892 door Bates.

## Soorten
Het geslacht Coleolissus omvat de volgende soorten:
- Coleolissus angulatus Darlington, 1968
- Coleolissus azumai Habu, 1973
- Coleolissus bicoloripes (Bates, 1892)
- Coleolissus buruensis Habu, 1973
- Coleolissus cyanescens N.Ito, 1993
- Coleolissus debilopunctatus N.Ito, 2006
- Coleolissus elongatus N.Ito, 1991
- Coleolissus eulamprus (Bates, 1892)
- Coleolissus formosanus N.Ito, 1993
- Coleolissus iridipennis N.Ito, 1999
- Coleolissus iris (Andrewes, 1924)
- Coleolissus kalisi Louwerens, 1952
- Coleolissus katoi N.Ito, 2001
- Coleolissus kiyoyamai N.Ito, 1987
- Coleolissus lamprotus (Bates, 1892)
- Coleolissus latemarginatus N.Ito, 2004
- Coleolissus leveri Emden, 1937
- Coleolissus masumotoi N.Ito, 1991
- Coleolissus nigricans N.Ito, 1987
- Coleolissus nitens Andrewes, 1933
- Coleolissus nitidus N.Ito, 1991
- Coleolissus noeli (Andrewes, 1930)
- Coleolissus ohkurai N.Ito, 1993
- Coleolissus papua Darlington, 1968
- Coleolissus perlucens (Bates, 1878)
- Coleolissus philippinus N.Ito, 2001
- Coleolissus satoi N.Ito, 2007
- Coleolissus shibatai N.Ito, 1987
- Coleolissus similis N.Ito, 1993
- Coleolissus teradai (Habu, 1978)
- Coleolissus viridellus (Bates, 1892)
- Coleolissus yunnanus N.Ito & Wrase, 2000